# Симпатрическое видообразование

При симпатрическом видообразовании репродуктивная изоляция развивается внутри популяции без помощи географических барьеров.

Симпатри́ческое видообразование (от греч. sýn — вместе и patris — родина) — способ видообразования, при котором возникновение новых видов происходит в популяциях с перекрывающимися либо совпадающими ареалами. Популяции, обитающие на одной и той же территории, называют симпатрическими. Не скрещивающиеся между собой виды, которые сосуществуют в пределах одной и той же области, являются симпатричными. Данным термином принято обозначать две различные ситуации: в первой ситуации популяции сосуществуют генетически, но не экологически, а во второй — сосуществуют как генетически, так и экологически. Первая ситуация называется смежной симпатрией, вторая — биотической симпатрией.
Противоположный случай — видообразование в популяциях с разобщенными ареалами — называют аллопатрическим.
Возникновение симпатрии возможно лишь при условии, что две формы, сосуществующие в пределах общего ареала либо его части, не смешиваются. В ряде случаев возникновение симпатрических видов является результатом аллопатрического видообразования с последующим переселением особей одного вида в пределы ареала другого вида.
Бесспорными примерами симпатрического видообразования у животных является происхождение цихлиды Amphilophus zaliosus от Amphilophus citrinellus в озере Апойо, а у растений образование видов пальм рода Ховея (Howea) на острове Лорд-Хау.

## Смежная симпатрия
Возникает, когда два или несколько местообитаний непосредственно примыкают друг к другу, а между ними находятся участки, разделяющие места обитания на протяжении обширных географических областей. Например, в саванне имеет место чередование редколесья с участками открытых лугов, в горной местности различные участки высотной зональности располагаются в виде концентрических колец. Популяции, населяющие граничащие друг с другом, но при этом различающиеся по различным критериям участки, находятся в пределах своих ареалов, так что с пространственной точки зрения скрещивание между ними возможно. Такие популяции называют смежно-симпатрическими. Смежная симпатрия обычно характерна для экологических рас.

## Биотическая симпатрия
Возможна, когда две или несколько популяций обитают в одной и той же местности. В данном случае имеет место не только перекрывание зон, в пределах которых происходит рассеивание гамет представителей популяций, но также и их контакты друг с другом на протяжении периода нерепродуктивной стадии жизненных циклов. Такие популяции называют биотически симпатрическими.